# Pameungpeuk (Pameungpeuk)
Pameungpeuk is een bestuurslaag in het regentschap Garut van de provincie West-Java, Indonesië. Pameungpeuk telt 7397 inwoners (volkstelling 2010).